# Бовилије (Ер и Лоар)
Бовилије (фр. Beauvilliers) насеље је и општина у централној Француској у региону Центар (регион), у департману Ер и Лоар која припада префектури Шартр.
По подацима из 2011. године у општини је живело 314 становника, а густина насељености је износила 13,62 становника/km². Општина се простире на површини од 23,05 km². Налази се на средњој надморској висини од 146 метара (максималној 151 m, а минималној 136 m).

## Демографија
| 1962. | 1968. | 1975. | 1982. | 1990. | 1999. | 2011. |
| ----- | ----- | ----- | ----- | ----- | ----- | ----- |
| 312   | 343   | 271   | 202   | 210   | 256   | 314   |

График промене броја становника у току последњих година